# Řády, vyznamenání a medaile Černé Hory

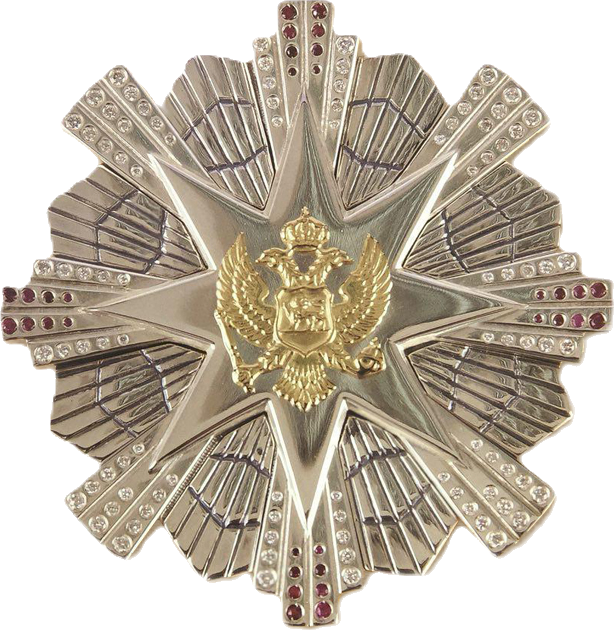
Řád černohorské velké hvězdy

Systém státních řádů, vyznamenání a medailí byl ustanoven vládou Černé Hory přibližně rok poté, co získala země v roce 2006 nezávislost. Hlavou černohorských státních vyznamenání je prezident Černé Hory, který udílí vyznamenání a předává je oceněným. Vyznamenání jsou udílena na doporučení a schválení vlády Černé Hory.

## Řády
- Řád Černé Hory (Orden Crne Gore) je udílen ve dvou třídách hlavám cizích států a jejich dalším vysokým představitelům a vysoce postaveným představitelům mezinárodních organizací.[1]
- Řád černohorské velké hvězdy (Orden Crnogorske velike zvijezde) je udílen v jediné třídě za zvláštní zásluhy o rozvoj a posílení spolupráce a přátelských vztahů mezi Černou Horou a dalšími zeměmi a mezinárodními organizacemi či lidem, kteří přispěli k mezinárodní prestiži země.[1]
- Řád černohorské vlajky (Orden Crnogorske zastave) je udílen ve třech třídách za výjimečné zásluhy pro Černou Horu.[1]
- Řád za statečnost (Orden za hrabrost) je udílen v jediné třídě za mimořádnou statečnost a sebeobětování během extrémně nebezpečných událostí při záchraně lidského života či hmotného majetku.[1]
- Řád práce (Orden rada) je udílen za vynikající výsledky v ekonomice a dalších činnostech a za práci mimořádného významu pro rozvoj Černé Hory.[1]

## Medaile
- Medaile za statečnost (Medalja za hrabrost) je udílena za projevy osobní odvahy při prosazování bezpečnosti občanů a státu nad rámec svých povinností.[1]
- Medaile filantropie (Medalja za čovjekoljublja) je udílena za pomoc nemocným, zraněným, vyhnancům nebo uprchlíkům nad rámec svých povinností.[1]
- Medaile za službu (Medalja za zasluge) je udílena za zásluhy při plnění svěřených úkolů, které především přispěli k přátelským vztahům mezi Černou Horou a dalšími zeměmi.